# Hiério (prefeito do Egito)
Hiério (em latim: Hierius), conhecido como a Raposa, foi um oficial administrativo pagão romano do século IV, ativo durante o reinado conjunto de Valentiniano I (r. 364–375) e Valente I (r. 364–378). Era nativo de Damasco e segundo o sofista Libânio era filósofo. Em algum momento antes de 360, exerceu, por influência de Andrônico, ofício de governador provincial, embora seja incerto de qual região. Em 364, tornou-se prefeito do Egito em substituição de Ecdício Olimpo (362–363), permanecendo apenas alguns meses na posição até ser substituído por Máximo. Libânio culpou-o pela execução de Andrônico em 366.